# Robert Edmond Grant

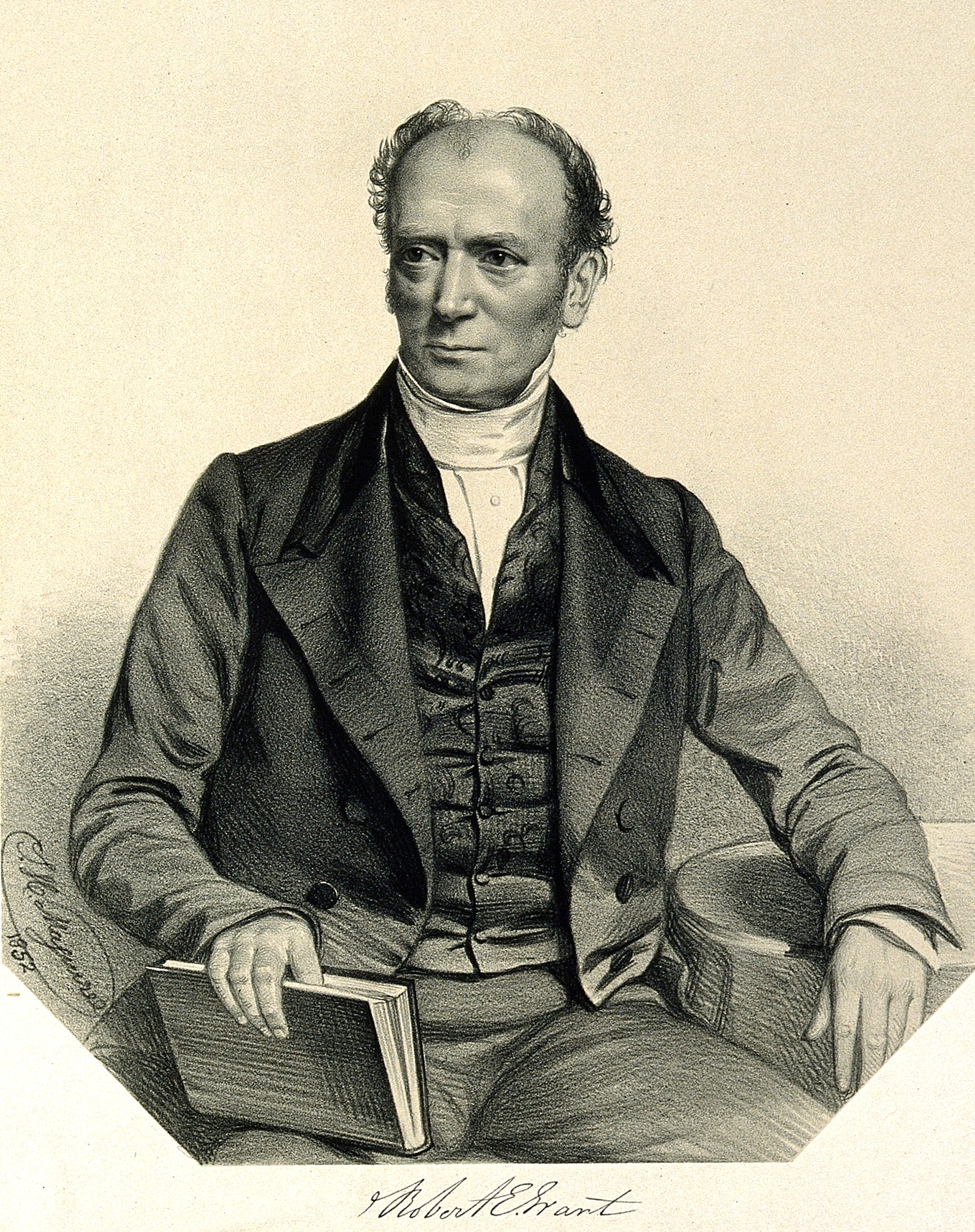
Robert Edmond Grant (1852)

Robert Edmond Grant (ur. 1793 w Edynburgu, zm. 1874) – doktor nauk medycznych, członek Towarzystwa Królewskiego. Urodził się w Szkocji w Edynburgu i uczęszczał na tamtejszy uniwersytet na kierunku fizyka. Stał się jednym z największych biologów początku XIX wieku i prowadził katedrę anatomii porównawczej na Uniwersytecie w Londynie. Miał duży wpływ na młodego Charlesa Darwina. Udzielił poparcia ideom ewolucji Geoffroy Saint-Hilaire’a.